# アロン化成
アロン化成株式会社（アロンかせい）は、東京都港区に本店を置く合成樹脂の製造業者である。
東亞合成の子会社で、1951年に日本で初めて硬質塩化ビニル管の製造に成功する。

## 沿革
- 1950年 - オークライト工業株式会社を設立。
- 1954年 - 東亜樹脂工業株式会社に社名変更。
- 1973年 - 株式会社寺岡製作所を吸収合併し、現社名に変更。
- 1995年 - 大阪証券取引所2部に上場。
- 1996年 - 東京証券取引所2部に上場。
- 2000年 - 東京証券取引所、大阪証券取引所各1部へ指定替え。
- 2003年 - 大阪証券取引所上場廃止。
- 2011年 - 東亞合成の完全子会社となる。

## 事業所
- 本店 - 東京都港区
- 関東工場 - 茨城県古河市（丘里工業団地）
- 名古屋工場 - 愛知県東海市
- 滋賀工場 - 滋賀県高島市
- 尾道工場 - 広島県尾道市
- ものづくりセンター - 愛知県東海市